# Змеурет (Прахова)
Змеурет (рум. Zmeuret) насеље је у Румунији у округу Прахова у општини Старкиожд. Oпштина се налази на надморској висини од 596 m.

## Становништво
Према подацима из 2002. године у насељу је живело 47 становника, од којих су сви румунске националности.